# Савочкин, Игорь Юрьевич
И́горь Ю́рьевич Са́вочкин (14 мая 1963, Берёзовка, Саратовская область — 17 ноября 2021, Москва) — советский и российский актёр театра и кино.

## Биография
Родился 14 мая 1963 года в селе Берёзовка Саратовской области. Его отец после окончания Московского института культуры служил в Саратовском областном отделе культуры, а затем возглавил областную редакцию газеты «Труд». Занимался в театральной студии под руководством Владимира Федосеева.
Окончил Саратовский институт механизации сельского хозяйства. Работал по распределению. В 1991 году окончил тeaтpaльный факультет Capaтовской гocyдapственной конcepватopии имени Собинова (курс Риммы Беляковой и Георгия Банникова).
Переехав в Москву, работал в театре «На досках» Сергея Кургиняна и в «Teaтpe на Покpoвкe» Сергея Арцибашева. Работал диктором Саратовской радиостанции «Ностальжи». С 2000 по 2010 год работал в компании Тимура Бекмамбетова «Базелевс».
С ноября 2014 по сентябрь 2015 года вёл публицистическую передачу «Теория заговора» на «Первом канале», где с нового сезона его сменил Михаил Мамаев.
С женой — продюсером Екатериной Маракулиной — познакомился во время съёмок в фильме «Наши 90-е» в 1999 году.

### Болезнь и смерть
10 ноября 2021 года Савочкин был госпитализирован в Москве из-за болей в спине. Скончался в больнице 17 ноября 2021 года на 59-м году жизни от рака печени. Прощание с актёром прошло 20 ноября в Московском Доме кино. Отпевание прошло в Храме Александра Невского. Похоронен на Востряковском кладбище.

## Награды и премии
- Лауреат премии «Золотое перо границы» за роль в фильме «Тихая застава».
- Лауреат премии международного молодёжного фестиваля короткометражного кино «Новый горизонт» за «лучшую мужскую роль» в короткометражном фильме «Ваши документы».

## Фильмография
— главная роль

| Год  |     | Название                              | Роль                                                                 |
| ---- | --- | ------------------------------------- | -------------------------------------------------------------------- |
| 1993 | ф   | Троцкий                               | красный командир                                                     |
| 1993 | ф   | Если бы знать...                      | Протопопов                                                           |
| 1999 | ф   | Наши 90-е                             | камео                                                                |
| 2002 | ф   | ГАЗ — русские машины                  | дембель, мечтавший стать водителем                                   |
| 2004 | ф   | Ночной Дозор                          | Максим Иванович                                                      |
| 2005 | с   | Кулагин и партнёры                    | Имя персонажа не указано                                             |
| 2005 | ф   | Последний бой майора Пугачёва         | Хрусталёв                                                            |
| 2005 | ф   | Дневной Дозор                         | Максим Иванович                                                      |
| 2006 | ф   | Громовы                               | Толян                                                                |
| 2005 | ф   | Владимирский централ                  | Имя персонажа не указано                                             |
| 2005 | с   | Авантюристка                          | майор Ребров                                                         |
| 2006 | ф   | Жесть                                 | «Терминатор»                                                         |
| 2006 | кор | Логово                                | Имя персонажа не указано                                             |
| 2007 | с   | Смерть шпионам!                       | Мирон Фёдорович Гмыря, диверсант                                     |
| 2007 | ф   | Русалка                               | Имя персонажа не указано                                             |
| 2007 | ф   | Кука                                  | Толик Сергачёв                                                       |
| 2007 | ф   | Ирония судьбы. Продолжение            | Коля-пограничник                                                     |
| 2007 | ф   | Изгнание                              | служащий                                                             |
| 2007 | с   | Диверсант. Конец войны                | следователь                                                          |
| 2007 | ф   | Громовы. Дом надежды                  | Толян                                                                |
| 2007 | ф   | Все должны умереть                    | Клим                                                                 |
| 2008 | ф   | Адмиралъ                              | Сергей Николаевич Войцеховский, генерал-лейтенант                    |
| 2008 | с   | Широка река                           | Василий Грабов                                                       |
| 2009 | ф   | Щенок                                 | диакон Алексей Пономарёв                                             |
| 2009 | ф   | Чёрная молния                         | Борис, помощник Купцова                                              |
| 2009 | с   | Офицеры 2                             | Сява                                                                 |
| 2009 | ф   | Время грехов                          | Игорь                                                                |
| 2009 | с   | Адмиралъ                              | Сергей Николаевич Войцеховский, генерал-лейтенант                    |
| 2010 | ф   | Любовь под прикрытием                 | Тихий                                                                |
| 2010 | ф   | Небо в огне                           | капитан Брагин, командир штрафбата                                   |
| 2010 | ф   | Детективное агентство «Иван да Марья» | Анатолий Яковлевич Завадский                                         |
| 2010 | ф   | «Алиби» на двоих (фильм № 6 «Картина» | Игорь Юрьевич Пасенко, криминальный бизнесмен                        |
| 2011 | ф   | Тихая застава                         | Старший лейтенант Александр Николаевич Бобровский                    |
| 2011 | ф   | Пять невест                           | Андрей                                                               |
| 2011 | ф   | Жизнь и приключения Мишки Япончика    | «Акула», бандит                                                      |
| 2011 | ф   | Дом                                   | Дмитрий Шаманов                                                      |
| 2011 | ф   | Ялта-45                               | Иванов, радист                                                       |
| 2011 | ф   | Неваляшка-2                           | майор милиции                                                        |
| 2011 | ф   | Только ты                             | таксист                                                              |
| 2011 | ф   | Две дамы в Амстердаме                 | Имя персонажа не указано                                             |
| 2011 | ф   | Демоны                                | Чес                                                                  |
| 2012 | с   | Мосгаз                                | Агеев                                                                |
| 2012 | с   | Золотой запас                         | Петрович                                                             |
| 2012 | ф   | Далеко от войны                       | Андрей Кузьмич Снежко                                                |
| 2012 | ф   | Лист ожидания                         | Вадим Евгеньевич Банцуров, вор в законе                              |
| 2013 | ф   | Марафон                               | Вова                                                                 |
| 2013 | с   | Ночные ласточки                       | Пётр Соловьёв, разведчик                                             |
| 2013 | с   | Крик совы                             | «Ворон»                                                              |
| 2013 | с   | Чёрные кошки                          | полковник Василий Макарович Овчаров, начальник УВД Ростова           |
| 2013 | ф   | Экскурсантка                          | Витёк                                                                |
| 2013 | с   | Под прицелом                          | Павел Юрьевич Карасёв, капитан полиции, участковый уполномоченный    |
| 2013 | ф   | Ёлки 3                                | Алексей Колесников, работник автосалона, отец Миши                   |
| 2014 | с   | Перелётные птицы                      | подполковник угрозыска Сергей Тарасов                                |
| 2014 | ф   | Левиафан                              | следователь                                                          |
| 2014 | ф   | На глубине                            | Александр Гашек, армейский полковник                                 |
| 2014 | ф   | Бритва                                | Брадобрей                                                            |
| 2015 | ф   | Код Каина / The Code of Cain          | Белоусов, полковник                                                  |
| 2015 | ф   | Жена егеря                            | Имя персонажа не указано                                             |
| 2015 | с   | Метод                                 | Славик («Дачник»)                                                    |
| 2016 | ф   | Следователь Тихонов                   | «Князь», налётчик                                                    |
| 2016 | ф   | Харон (короткометражный)              | Харон                                                                |
| 2017 | с   | Непокорная                            | «Немец» (Сергей Николаевич), вор в законе                            |
| 2017 | ф   | Легенда о Коловрате                   | Ратмир                                                               |
| 2018 | ф   | Papers, Please (короткометражный)     | инспектор погранслужбы Арстотцки                                     |
| 2018 | ф   | До самого солнца                      | боцман                                                               |
| 2018 | с   | Домашний арест                        | Михаил Михайлович, глава управления ФСБ Синеозёрска                  |
| 2018 | ф   | Человек, который удивил всех          | Фёдор                                                                |
| 2019 | ф   | Анна                                  | напарник Алекса                                                      |
| 2019 | ф   | Чернобыль: Зона отчуждения. Финал     | сторож Василий                                                       |
| 2019 | с   | Эпидемия                              | «Бобыль», военный в отставке                                         |
| 2019 | ф   | Бык                                   | «Моисей», криминальный авторитет                                     |
| 2019 | с   | Колл-центр                            | лодочник                                                             |
| 2019 | ф   | Печень, или История одного стартапа   | учитель физики Павел Иванович Приходько по кличке «Шкаф»             |
| 2020 | ф   | Три                                   | Олег Васильевич Снегирёв, подполковник, начальник Каскеленского РОВД |
| 2021 | ф   | Иван Денисович                        | Татарин, надзиратель                                                 |
| 2021 | ф   | Капитан Волконогов бежал              | дядя Миша                                                            |
| 2021 | ф   | Казнь                                 | Артур Хамраев, оперативник                                           |
| 2021 | с   | Собор                                 | Ерёма, ловчий                                                        |
| 2021 | ф   | Золото Лагина                         | преступник                                                           |
| 2022 | ф   | Варяг                                 | Джордж Стратос                                                       |
| 2022 | ф   | Мистер Нокаут                         | Владимир Попенченко                                                  |
| 2022 | ф   | Многоэтажка                           | Сосед                                                                |
| 2022 | ф   | Дикая                                 | Преступник Олег                                                      |
| 2022 | ф   | Приговорённый                         | Михаил Симонов, майор полиции                                        |
| 2022 | с   | Янычар                                | Фёдор Мстиславский                                                   |

## Музыкальные клипы
- «Я не колдунья» — Надежда Кадышева
- «Жара» — Юлия Чичерина
- «Девушка по городу» — Вячеслав Бутусов
- «Ночная музыка» — Скрипичный дуэт Вибрация
- «Время лысеющих шин и шипованных роз» — Время Альбиносов
- «Отставной майор» (2018), клип Алексея Филатова.